# 千佛园

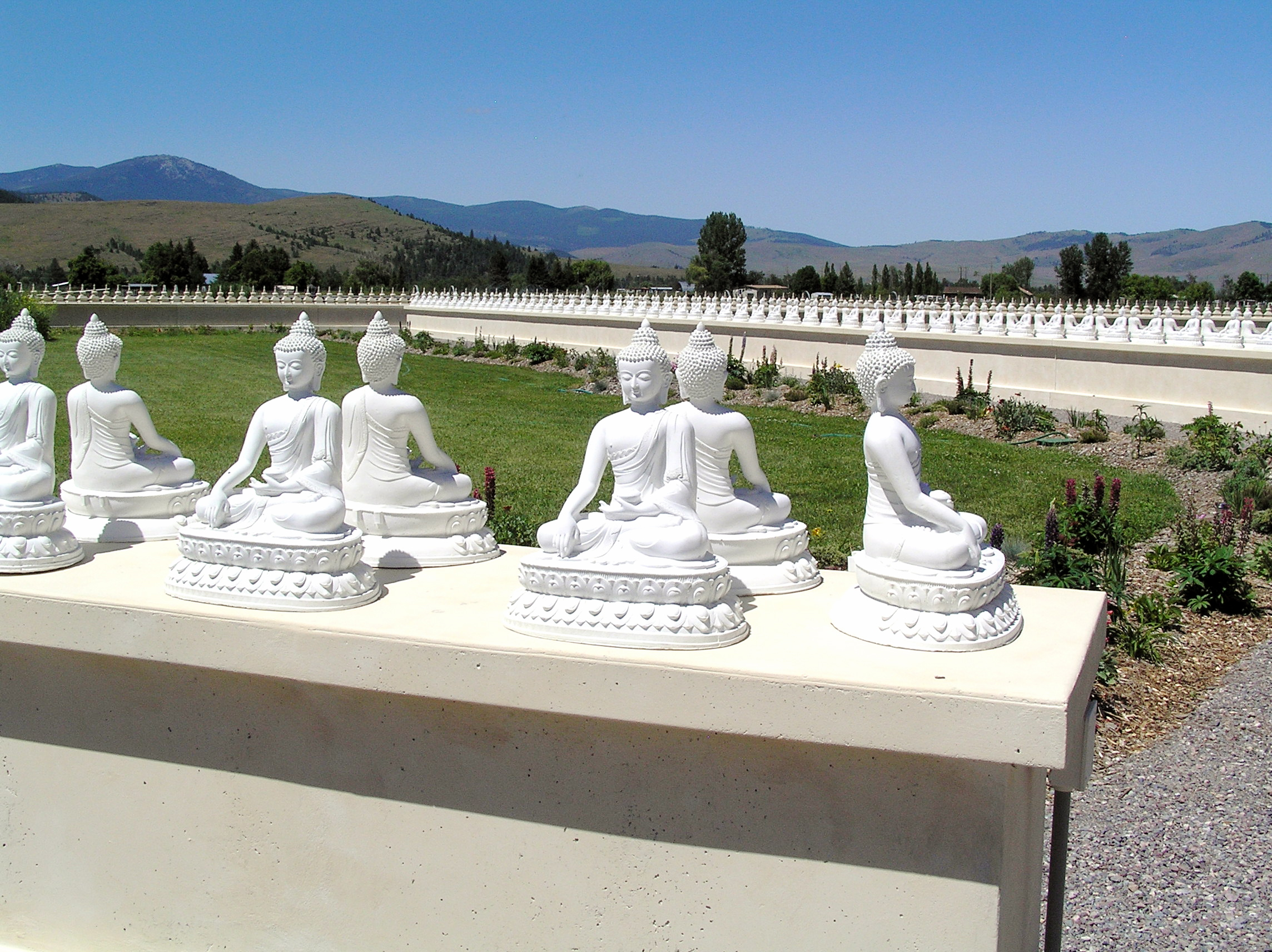
千佛园

千佛园（The Garden of One Thousand Buddhas）地处蒙大拿州的小镇阿利（Arlee），当地人口稀少，地域辽阔，是划定的印第安人保留区。在占地10英亩的园区内，塑造着上千尊佛像，景象壮观，气势恢宏，在整个北美地区难得一见。小镇阿利距离蒙大拿州的首府海伦娜约220公里。